# Frank W. Meacham
Frank W. Meacham (ook: Meachem) (Buffalo, ca. 1850 – New York, 22 december 1909) was een Amerikaans leraar, boekwinkelier, maar die vooral als componist en arrangeur internationale bekendheid verwierf.

## Levensloop
Meacham was leraar en boekwinkelier, maar zijn naam werd vooral bekend door de door hem geschreven swingmars American Patrol (1885). Dit stuk was origineel voor piano gecomponeerd, maar werd door een bewerking voor blaasorkest in 1891 en vooral later door de bewerking van Jerry Gray voor de swingband van Glenn Miller een evergreen. Ook componist Morton Gould heeft later een arrangement vervaardigd. Later was hij componist en arrangeur van de groep Tin Pan Alley. Hij schreef vooral marsen, ragtimes en gelegenheidsstukken voor de band van Patrick Gilmore.

## Composities

### Werken voor harmonieorkest
- 1883 Begonia Waltz, Op. 63 nr. 1
- 1883 Amaryllis Galop, Op 63 nr. 2
- 1883 Hyacinth March Op 63 nr. 3
- 1883 Fuchsia Reverie, Op. 63 nr. 4
- 1883 Cactus Waltz
- 1884 On the Alert!, Op. 83
- 1885 Highland, Op. 97